# Patrick Döring

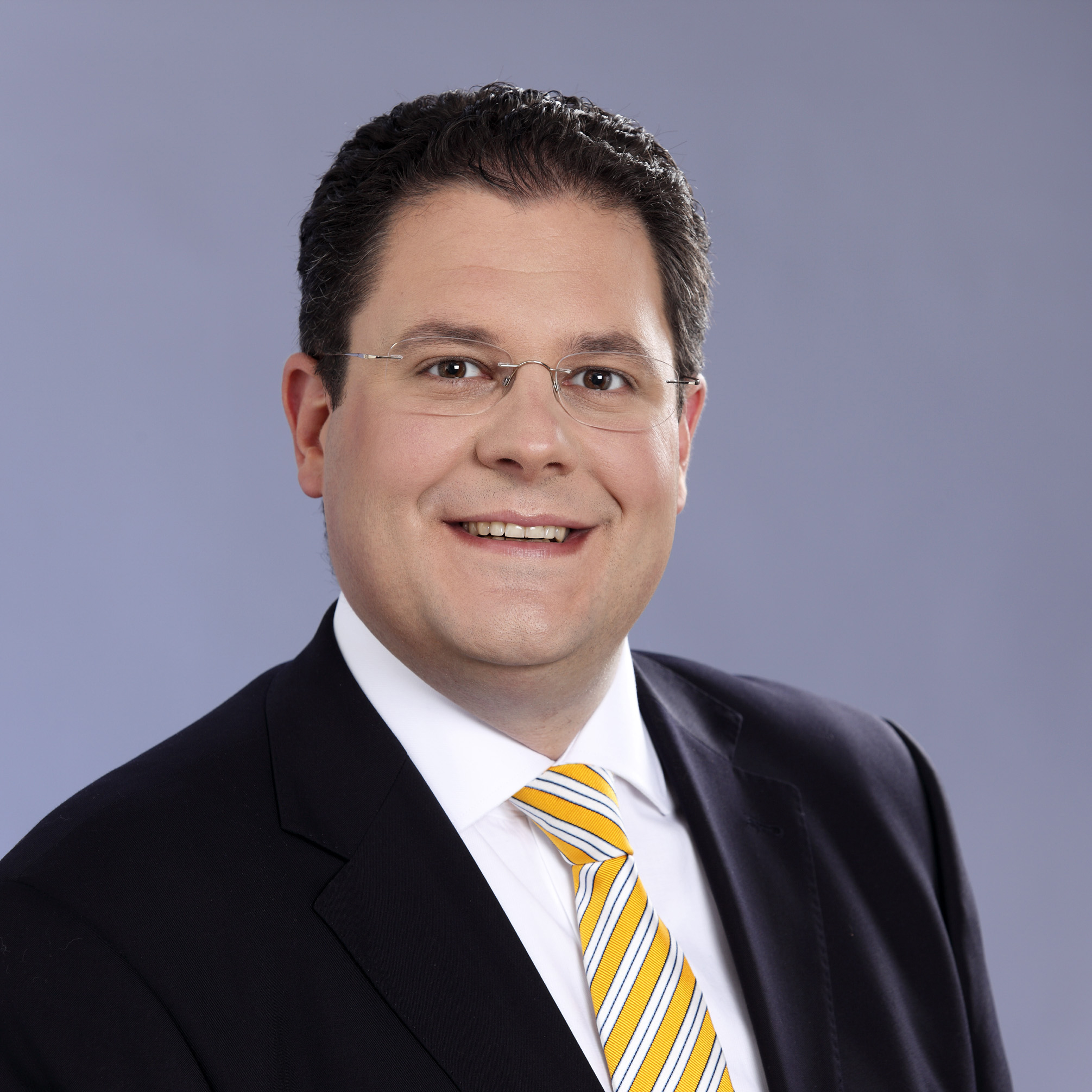
Patrick Döring

Patrick Döring (nascido em 6 de maio de 1973 em Stade, Baixa Saxónia) é um político alemão e membro do FDP no Bundestag de 2005 a 2013.